# Alfredo del Diestro
Alfredo del Diestro (Valparaíso, 7 de octubre de 1885-1951) fue un actor y director de cine chileno.

## Filmografía parcial
- Una vida por otra (1932)
- Revolución (1933)
- La Llorona (1933)
- El prisionero trece (1933)
- El compadre Mendoza (1934)
- Oro y plata (1934)
- Juárez y Maximiliano (1934)
- Nada más que una mujer (1934)
- Silencio sublime (1935)
- Las mujeres mandan (1937)
- Ni sangre ni arena (1941)